# Progressive Webanwendung
Eine Progressive Webanwendung (kurz PWA für englisch Progressive Web Application) ist eine Webanwendung mit Merkmalen einer nativen mobilen App. Sie kann daher auch als eine Kombination aus einer responsiven Webseite und einer mobilen App beschrieben werden. Progressive Webanwendungen können wie eine Webseite mit HTML5, CSS3 und JavaScript erstellt werden. Sogenannte Service Worker ermöglichen eine Offline-Funktionalität. Zur Kommunikation zwischen Webclient und Webserver ist das HTTPS-Protokoll vorgeschrieben.
In Deutschland  stieg der Anteil der Internetnutzung mit dem Smartphone schon im Jahr 2014 auf etwa 69 % aller Internetnutzer. Websitebetreiber mussten sowohl eine responsive oder mobile Webseite als auch zusätzlich eine native App entwickeln. Eine PWA soll die doppelte Entwicklung überflüssig machen, da sie wie eine Webseite mittels URL aufgerufen werden kann und Offline-Funktionalitäten bereitstellt.

## Begriff/Definition
Der Begriff „Progressive Webanwendung“ setzt sich zu einem Teil aus den Webanwendungen zusammen, die mit Hilfe der modifizierten Webtechniken HTML5, CSS3 und JavaScript entwickelt werden. Der andere Teil ergibt sich aus dem Begriff des Progressive Enhancement, der im Jahr 2003 von Steven Champeon vorgestellt wurde. Dabei handelt es sich um eine Methode zur Entwicklung von Webseiten, die verlangt, dass die grundlegenden Funktionen einer Webanwendung in jedem Browser lauffähig sind. U. a. Service-Worker-Techniken  sind in Browsern unter HTML5  funktionsfähig.
Die folgende Definition fasst alle relevanten Eigenschaften von Progressive Web Apps zusammen:

„Progressive Web Apps sind responsive und per HTTPS übertragene Webanwendungen, die nach dem Grundsatz des Progressive Enhancement die Fähigkeiten der Browser für eine fortschreitende Verbesserung nutzen, wodurch mittels Offlinefunktionalität über Service Worker, eine Installation anhand eines Web App Manifests und Push Notifications eine zuverlässige, motivierende und native Nutzererfahrung gewährleistet wird.“

## Funktionsweise
Eine Progressive Webanwendungen wird gestartet, indem man z. B. im Webbrowser den URL des Webservers eingibt und damit die erste Anfrage sendet.
Der Webserver nimmt die Anfrage entgegen und übergibt sie an die PWA, die hier als eine Webanwendung fungiert. Diese erzeugt oder lädt den HTML-Quellcode einer Webseite, der vom Webserver zurück zum Browser des Benutzers geschickt wird (HTTPS-Response).
Der Nutzer sieht eine Webseite, die aufgrund des responsiven Designs an sein Endgerät angepasst ist. Obwohl die Progressive Webanwendung über einen URL abgerufen wurde, kann der Benutzer ein Icon auf den Bildschirm des Smartphones ziehen oder Push Notifications erhalten und die Seite auch offline verwenden.
Die auf Progressive enhancement beruhende Technik soll Nutzern je nach verwendetem Gerät die bestmögliche User Experience bieten.
Technisch wird dies mit HTML5, CSS3, JavaScript, Service Worker und optional einem Framework wie Angular bzw. einer Bibliothek wie Polymer umgesetzt.
Zugriffe auf das native Dateisystem oder das Adressbuch sind mit Progressive Web Apps erst in Testversionen wie Google Chromium möglich.

### Service Worker
Ein Service Worker ist ein JavaScript-Programm, das ein Web-Browser im Hintergrund ausführt. Es stellt für Progressive Web Apps essentielle Funktionen wie das Caching für die Offline-Verwendbarkeit bereit. Einmal online abgerufen, können Inhalte beim nächsten Besuch der Seite auch ohne Internetverbindung angezeigt werden (Offline-Betrieb). Auch von nativen Apps bekannte Push-Benachrichtigungen sind mit Service Workern möglich. Service Worker werden eigens programmiert, im JavaScript der Seite registriert und installiert. Service Worker bedingen HTTPS, weshalb jede Progressive Web App mit HTTPS läuft. Zahlreiche Frameworks, wie z. B. Angular mit dem Mobile Toolkit, stellen Service Worker bereit, so dass man diese nicht selbst entwickeln muss.

### App Shell
Die App Shell (oder Anwendungs-Shell) ist die minimale HTML-, CSS- und Javascript-Umgebung, die für die Darstellung und Ausführung der progressiven App benötigt wird. Das erste Laden der Shell sollte sehr schnell sein und sofort gecached werden. Das bedeutet, dass die Shell Dateien einmal über das Netzwerk lädt und sodann in einem lokalen Repository (Cache) speichert. Für jedes weitere Öffnen der App sind dann nur noch die lokal vorliegenden Daten notwendig.
Die Architektur der Anwendungs-Shell trennt das Core der Anwendungsinfrastruktur und das User Interface von den Daten. User Interface und Infrastruktur werden durch Benutzen des Service Worker lokal gecached, jedes andere Laden der App lädt nur die benötigten anstelle von allen Daten.
Der Zweck von Anwendungs-Shell ist vergleichbar mit dem Hochladen eines App Packages im App Store, wenn man eine native App entwickelt.

## Charakteristik
Zusätzlich zu ihren Eigenschaften als Webseiten stellen Progressive Web Apps viele Sonderfunktionen zur Verfügung, die zuvor nur von nativen Apps bekannt waren.

### Add-To-Homescreen/Installierbarkeit
Eine Progressive Web App kann über „Add-To-Homescreen“ installiert werden. Die Manifest-Datei wird dabei verwendet um z. B. einen Splash Screen mit Icon zu erzeugen.
Im Browser erscheint entweder eine Benachrichtigung zur Installationsbereitschaft (auf mobilen Geräten) oder im Browser-Menü oder der URL-Zeile eine Funktion zum Installieren.

### Push Notifications
Push Notifications sind ebenfalls von nativen Apps bekannt. Betreiber der Progressive Web App können Nutzer damit beispielsweise auf Aktionen, Rabatte oder Events aufmerksam machen und so die Interaktionsrate steigern.

### Offline-Funktionalität
Mittels der Caching-Funktion der Service Worker stehen einmal abgerufene Inhalte auch offline zur Verfügung. Auch dieses Merkmal erinnert an native Apps, die keine Internetverbindung voraussetzen. Progressive Web Apps verfolgen konsequent einen Offline-first-Ansatz.

## Vorteile
- Kostenreduktion: Statt für Android, iOS und das Web zu implementieren, muss nur die PWA entwickelt werden. An In-App-Käufen verdienen im Gegensatz zu Apps Google und Apple nicht mit.[8]

- App-like Design: Die User Experience und die Interaktionsmuster einer PWA können anhand von nativen Apps nachgebaut werden und bieten so eine gleiche User Experience.[8]

- Hardwarezugriff: PWAs bieten die Möglichkeit, verschiedene native Funktionen zu implementieren, beispielsweise können Push-Notifications, Sensordaten und die Kameras genutzt werden.[8]

- Vereinfachte Veröffentlichung: PWAs können zwar in den Google Play Store, müssen aber nicht den langwierigen Veröffentlichungsprozess von Google Play oder Apples App Store durchlaufen.[8]

- Offline-Modus: Mithilfe von Service Workers funktioniert eine PWA offline, was zu einer Erhöhung der Kundenbindung führen kann.[8]

- Verbesserte Performance: PWAs sind schneller als übliche Web-Apps. Davon profitieren Konversionen, User Experience und Retention Rates.[8]

- Web-Traffic kann genutzt werden: PWAs sind verlinkbar und können von Suchmaschinenoptimierungen profitieren.[8]

## Unterstützung
Ein vollständiger Support von Progressive Web Apps ist derzeit nur mit Vorabversionen gegeben. Chrome und Firefox sind voll kompatibel, von Safari gibt es positive Signale und Microsoft Edge nutzt künftig ebenfalls Googles Chrome-Module. Auf iOS ist die Offline-Funktionalität verfügbar, seit das Web-App-Manifest in Safari 11.1 sowie mit Safari 11.3 Service Worker implementiert wurden. Apple kündigte jedoch an, die Offline-Funktionalität mit iOS 17.4 wieder entfernen zu wollen. Nachdem die EU-Kommission ankündigte, die Zulässigkeit dieses Schritts unter Gesichtspunkten des Wettbewerbsrechts prüfen zu wollen, kündigte Apple an, zumindest in der EU von diesen Planungen wieder Abstand zu nehmen.
Da PWAs auf Progressive Enhancement setzen, können sie auch in Browsern verwendet werden, die die Service-Worker-Technik nicht unterstützen; nur ist dann eine Internetverbindung nötig.

## Beispiele
Erfolgreiche Progressive Webanwendungen wurden von Washington Post, Flipkart und Booking.com veröffentlicht. Flipkart wird häufig als Vorzeigebeispiel verwendet, da der indische Online-Shop eine Steigerung der Conversion Rate von 70 % und eine dreifache Verweildauer auf den Seiten erzielen konnte. Die Zahl bezieht sich auf die Nutzer, die die Add-To-Homescreen-Funktion nutzten.
Zu den bereits angebotenen Progressive Webanwendungen zählen auch die von Twitter und Trivago.

### Online-Verzeichnisse
Da es für die PWAs keine offiziellen Stores wie den App Store oder Google Play gibt, gibt es einige Online-Verzeichnisse, die diese Apps listen.
Das größte Verzeichnis von Progressive Webanwendungen, das ausnahmslos installierbare PWAs listet, ist findPWA.com (500+ gelistete Apps, 11.2024). Andere Verzeichnisse wie Appscope listen auch Apps, die nur Webanwendungen sind.